# Fuji/Rockwell Commander 700
Die Fuji/Rockwell Commander 700 war eine gemeinsame japanisch-amerikanische Entwicklung von Fuji Heavy Industries und Rockwell International.

## Geschichte
Die Entwicklung der Commander 700 begann 1971 unter der Bezeichnung FA-300 in Japan. Im Jahre 1974 setzten Fuji und Rockwell International die Entwicklung gemeinsam fort. Das Flugzeug erhielt für den nordamerikanischen Markt die Bezeichnung Commander 700. Als Rockwell International 1979 seinen Bereich für allgemeine Luftfahrt an Gulfstream Aerospace verkaufte, endete die Zusammenarbeit.

## Konstruktion
Die Commander 700 ist ein Tiefdecker mit konventionellem Leitwerk und einziehbaren Bugradfahrwerk. Das Flugzeug wird von zwei Lycoming-Kolbenmotoren angetrieben. Der Rumpf ist druckbelüftet und bietet Platz für ein bis zwei Piloten und vier bis fünf Passagiere. Der erste Prototyp flog in Japan erstmals am 13. November 1975 und der zweite, von Rockwell montierte, am 25. Februar 1976. Eine parallele Weiterentwicklung war die Commander 710 mit stärkeren Motoren, die erstmals am 22. Dezember 1976 flog.

## Varianten
- Commander 700 – angetrieben von zwei Avco Lycoming TIO-540-R2AD, je 254 kW
- Commander 710 – angetrieben von zwei Avco Lycoming TIO-540, je 335 kW

## Technische Daten
| Kenngröße             | Daten                                |
| --------------------- | ------------------------------------ |
| Besatzung             | 1–2                                  |
| Passagiere            | 4–5                                  |
| Länge                 | 12,03 m                              |
| Spannweite            | 12,94 m                              |
| Höhe                  | 4,05 m                               |
| Flügelfläche          | 18,60 m²                             |
| Leermasse             | 2134 kg                              |
| max. Startmasse       | 3151 kg                              |
| Höchstgeschwindigkeit | 409 km/h                             |
| Dienstgipfelhöhe      | 8352 m                               |
| Reichweite            | 2226 km                              |
| Triebwerke            | 2 × Lycoming TIO-540-R2AD, je 254 kW |